# Tim Healy
Pour les articles homonymes, voir Healy (homonymie).
Timothy Michael Healy, dit Tim Healy, né le 17 mai 1855 à Bantry dans le comté de Cork en Irlande et mort le 26 mars 1931 à Dublin, est un homme politique et avocat britannique puis homme d'État irlandais, premier gouverneur-général de l'État libre d'Irlande de 1922 à 1928.

## Biographie
Jeune homme, il trouve un emploi à Newcastle, en Angleterre, comme clerc d'une compagnie de chemin de fer. En 1878, il devient correspondant au Parlement du Royaume-Uni pour l'hebdomadaire irlandais The Nation, propriété de son oncle. Il s'engage dans la Ligue nationale irlandaise pour la terre, qui milite pour que les fermiers pauvres puissent posséder les terres sur lesquelles ils travaillent. Il est arrêté pour actes d'intimidation dans le cadre de ce militantisme et, peu après, est élu en 1880 député nationaliste de la ville de Wexford à la Chambre des communes du Royaume-Uni. Son élection lui permet de porter activement au Parlement les revendications de la Ligue pour la terre, et il obtient que la loi sur la terre en Irlande de 1881 protège les fermiers en interdisant des hausses abusives de loyer de la part des grands propriétaires. Cette réussite lui donne d'emblée une certaine renommée.
Il est membre du Parti parlementaire irlandais (PPI) fondé en 1882, mais se dissocie bientôt de Charles Stewart Parnell et des dirigeants successifs du parti. En 1884, il est appelé au barreau en Irlande, et est nommé en 1899 conseiller de la reine (titre accordé aux avocats éminents). Il est de ceux qui quittent le PPI en 1891 à la suite de la révélation de la relation extra-conjugale de Charles Parnell avec une femme mariée. Il prend part à la Fédération nationale irlandaise qui rassemble les membres ayant quitté le parti. La Fédération ré-intègre le PPI en 1900, mais Tim Healy est exclu du parti quelques mois plus tard en raison de son conflit avec son dirigeant, John Redmond. Il réintègre le parti en 1908, et en est exclu à nouveau en 1910. Il rejoint alors la Ligue pour l'Irlande, qui rassemble des nationalistes conservateurs et modérés,,.
Pour autant, il s'abstient lors du vote en 1912 de la loi d'autonomie pour l'Irlande, et en 1917 il exprime son soutien aux objectifs du mouvement nationaliste radical Sinn Féin, sans pour autant approuver les méthodes violentes de celui-ci. En sa qualité d'avocat, il se met au service de membres du Sinn Féin, et il renonce à se présenter aux élections législatives britanniques de 1918, cédant sa circonscription de Cork nord-est au candidat du Sinn Féin.

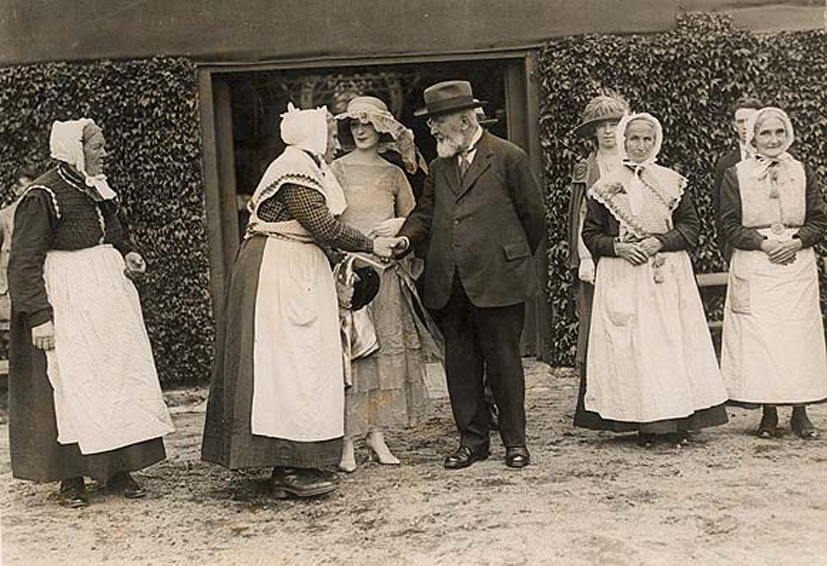
Tim Healy, dans l'exercice de sa fonction de gouverneur-général, rencontre des ouvrières du comté de Longford en août 1923.

En 1921, à l'issue de la guerre d'indépendance irlandaise, le traité de Londres crée l'État libre d'Irlande en tant que dominion indépendant. William T. Cosgrave, le président du Conseil exécutif irlandais, demande à roi George V de nommer Tim Healy au poste de gouverneur général d'Irlande, fonction créée par le traité. Il entre en fonction en décembre 1922, et exerce le rôle symbolique et cérémoniel de chef d'État de facto (en tant que représentant de la Couronne), tandis que le pouvoir exécutif est exercé par le président du Conseil. Son neveu Kevin O'Higgins est vice-président du Conseil, et ministre de la Justice. Tim Healy prend sa retraite en janvier 1928, et meurt trois ans plus tard.
Il est décrit à sa mort comme charmant, cultivé et intelligent malgré un « comportement d'une agressivité féroce » durant ses années de parlementaire. À la fin du XXe siècle toutefois le journal The Irish Times le décrit comme intelligent mais manquant de sagesse, animé d'une trop haute opinion de lui-même ainsi que d'une « haine » stérile envers Charles Parnell et diverses autres personnalités de son propre camp. 